# Действительный студент
Действи́тельный студе́нт — низшая учёная степень, затем квалификационное звание выпускника университета в Российской империи, введённая в 1819 году и утратившая значение учёной степени в 1835 году. В период с 1835 по 1884 год это словосочетание носило смысл квалификационной характеристики выпускника. С 1884 года было заменено на выдачу университетского диплома 2-й степени.

## История
Учёная степень действительного студента присваивалась лицам, окончившим университет или духовную академию без отличия (успешно выдержавшим экзамены, но не набравшим нужного для получения степени кандидата количества баллов). Закончившие с отличием получали степень кандидата. Введена «Положением о производстве в учёные степени» 20 января (1 февраля) 1819 года в дополнение к ранее существовавшим степеням кандидата, магистра и доктора наук. 
Степень действительного студента давала право на чин 14-го класса (коллежский регистратор), с 1822 — 12-го класса (губернский секретарь). Действительный студент через год после окончания университета мог подать прошение для получения следующей учёной степени, кандидата, и получить её в случае успешного прохождения испытания.
По университетскому уставу 1835 года, понятие «действительный студент» утратило правовое положение как учёной степени, но сохранялось ещё в течение почти пятидесяти лет — уже в качестве звания выпускников, не получивших степени кандидата. Здесь под званием подразумевается не современный юридический термин «учёное звание», а просто наименование квалификационной характеристики. Звание действительного студента было отменено общим университетским уставом 1884 года, взамен был введён «диплом 2-й степени».